# Julian Jacob
Ne doit pas être confondu avec Julian Jacobs.
Julian Jacob, né le 25 septembre 1990 dans le 16e arrondissement de Paris, est un entrepreneur français. Fondateur et dirigeant d'entreprises, il est également fondateur de l'entreprise de jouets Wyncor, il est aussi connu comme juré de l'émission Qui veut être mon associé ? sur M6.

## Biographie

### Famille et origines
Né dans le 16e arrondissement de Paris, il grandit dans le 10e arrondissement de Paris.

### Formation
Il fréquente le collège public Bernard-Palissy, dans le 10e arrondissement. Il arrête sa scolarité dès 16 ans.

### Parcours professionnel
Julian Jacob commence sa vie professionnelle en occupant des emplois peu qualifiés. Il a été livreur et vendeur.
Il crée en  2010 une première société, en région parisienne, dans le secteur de l'immobilier commercial spécialisé dans la restauration qu'il revendra quelques années plus tard.
Il s'expatrie vers 2014 à Miami et se lance dans le secteur des jouets sous licence. Il signe de nombreux contrats avec des grosses entreprises (McDonald's, Ferrero, Danone, Volkswagen, Puma, Swatch, Burger King...).
En 2022, il crée aux États-Unis, la société Wyncor,. Cette société siège depuis à Paris.
En 2025, Julian Jacob est juré de l'émission Qui veut être mon associé ? sur M6,. Il apparaît tout au long de la saison 5 ainsi que dans l'émission spéciale entrepreneurs.

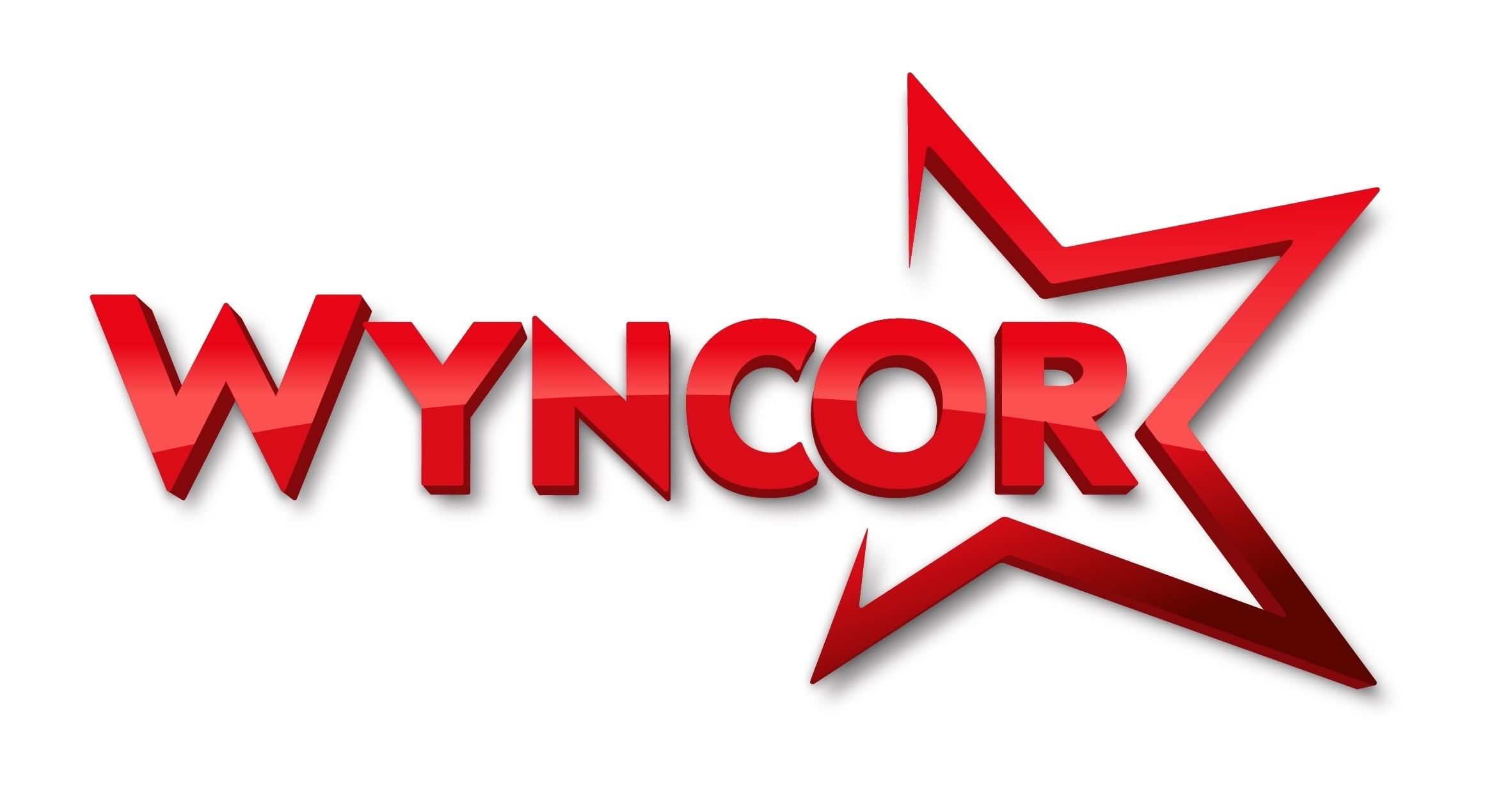
Logo de Wyncor

### Autres activités
Julian Jacob est également membre du jury du programme de l’université Paris Dauphine Qui veut parier sur un Dauphinois.
Il est investisseur dans la première entreprise de sécurité de reproduction de clés utilisant l'IA SécurClés.[réf. nécessaire] Il intervient également régulièrement en tant que Maître de conférences, expert en entreprenariat et commerce international.[réf. nécessaire]

### Bénévolat et mécénat
Ancien obèse,, impliqué dans la recherche contre le cancer, il participe à des conférences, notamment aux côtés du professeur Awad Sameh lors de l'inauguration de Mission Fistule.  Il effectue des dons de jouets à des hôpitaux pédiatriques dans le monde, notamment aux États-Unis et en France. C’est le premier membre d’un jury à effectuer des donations durant l’émission Qui veut être mon associé ? et à reverser un pourcentage des entreprises dans lesquelles il investit à des associations.[réf. nécessaire]